# جیمی دیکنسن
جیمی دیکنسن (انگلیسی: Jimmy Dickenson؛ 1908 – 1982) بازیکن فوتبال اهل بریتانیا بود.
از باشگاه‌هایی که در آن بازی کرده‌است می‌توان به باشگاه فوتبال هارتل پول یونایتد، باشگاه فوتبال تورکی یونایتد، باشگاه فوتبال اولدهام اتلتیک، و باشگاه فوتبال بلکپول اشاره کرد.